# Grand Marais (Míchigan)
Grand Marais es un lugar designado por el censo ubicado en el condado de Alger en el estado estadounidense de Míchigan. En el Censo de 2020 tenía una población de 234 habitantes y una densidad poblacional de 27,89 habitantes por km². Fue incluido como CDP en el censo de 2020. 

## Geografía
Grand Marais se encuentra ubicado en las coordenadas 46°40′15″N 85°59′07″O / 46.67083, -85.98528.  Según la Oficina del Censo de los Estados Unidos,  tiene una superficie total de 8,39 km², de la cual 4,90 km² corresponden a tierra firme y 3,49 km² a agua.